# Barrage de Yedikır
Le barrage de Yedikır est un barrage de Turquie.

## Sources
- (en) www.dsi.gov.tr/tricold/yedikir.htm Site de l'agence gouvernementale turque des travaux hydrauliques, dans le district de Merzifon de la province d'Amasya.